# Adrian S. Fisher
Ne doit pas être confondu avec Adrian Fisher.
Adrian Sanford Fisher (né le 21 janvier 1914 à Memphis et mort le 18 mars 1983 à Washington DC) est un avocat et fonctionnaire fédéral américain en fonction de la fin des années 1930 jusqu'au début des années 1980.
Il a été associé au département de la Guerre des États-Unis et au département d'État des États-Unis tout au long de sa carrière, et a participé à la décision gouvernementale d'internement des Japonais-américains, aux procès de Nuremberg, aux activités liées à la guerre froide dans le département d'État sous l'administration de Harry S. Truman, et a agi au titre de conseiller juridique au secrétaire d'État des États-Unis Dean Acheson. Sous les administrations de John Fitzgerald Kennedy, Lyndon Baines Johnson et Jimmy Carter, Fisher a été directement impliqué dans les négociations internationales sur les essais nucléaires et sur la non-prolifération nucléaire.